# Sea Lion Glacier
Der Sea Lion Glacier (englisch für Seelöwengletscher; bulgarisch ледник Морски Лъв lednik Morski Law) ist ein 350 m langer und isolierter Gletscher im Osten der Livingston-Insel im Archipel der Südlichen Shetlandinseln. Er fließt nordwestlich des Atlantic Club Ridge und südwestlich des Hespérides Hill zur South Bay.
Das Advisory Committee on Antarctic Names übertrug 1998 eine von der bulgarischen Kommission für Antarktische Geographische Namen im Jahr 1996 anerkannte Benennung ins Englische.